# Роггвіль (Берн)
Роггвіль (нім. Roggwil BE) — громада  в Швейцарії в кантоні Берн, адміністративний округ Верхнє Ааргау.

## Географія
Громада розташована на відстані близько 45 км на північний схід від Берна.
Роггвіль має площу 7,8 км², з яких на 25,8% дозволяється будівництво (житлове та будівництво доріг), 45,2% використовуються в сільськогосподарських цілях, 28,2% зайнято лісами, 0,9% не є продуктивними (річки, льодовики або гори).

## Демографія
2019 року в громаді мешкало 4056 осіб (+5,6% порівняно з 2010 роком), іноземців було 15,9%. Густота населення становила 517 осіб/км².
За віковим діапазоном населення розподілялося таким чином: 20,8% — особи молодші 20 років, 58,8% — особи у віці 20—64 років, 20,5% — особи у віці 65 років та старші. Було 1749 помешкань (у середньому 2,3 особи в помешканні).
Із загальної кількості 1654 працюючих 30 було зайнятих в первинному секторі, 675 — в обробній промисловості, 949 — в галузі послуг.